# فیلیپ پوآویاک
فیلیپ پوآویاک (لهستانی: Filip Pławiak؛ زادهٔ ۲۶ سپتامبر ۱۹۸۹) بازیگر اهل لهستان است.
از فیلم‌ها یا مجموعه‌های تلویزیونی که وی در آن‌ها نقش داشته‌است، می‌توان به نامه به بابا نوئل ۳، غیرمجازها، قواعد بازی، خیوکا، توفند، دستورالعمل زندگی، در خوشی و سختی، پدر متیو، قانون حقیقی، قرارداد، ۱۹۸۳، عنکبوت سرخ، وُلین و عواقب اشاره نمود.